# Lampada a carburo

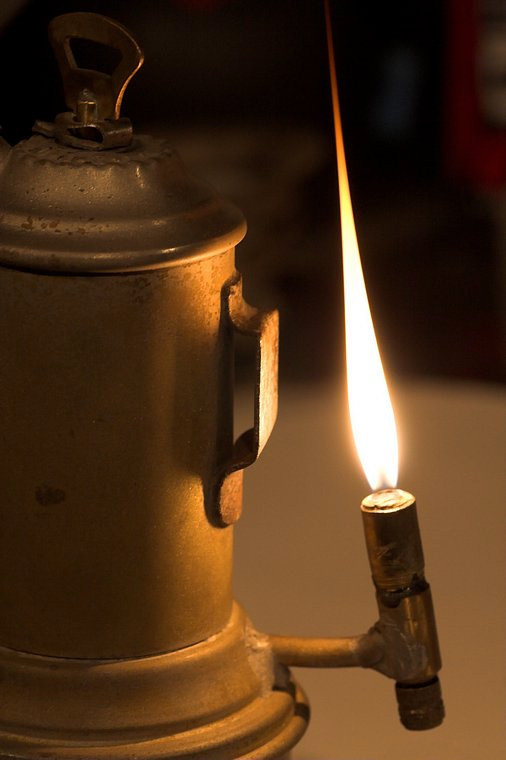
Vecchia lampada ad acetilene

La lampada a carburo o ad acetilene o "centilena" è un tipo di lampada che è stata utilizzata nel passato principalmente dai minatori e dagli speleologi all'interno di grotte e miniere. Oggi è stata quasi completamente sostituita dall'illuminazione elettrica a LED, più pratica e meno inquinante.

## Storia e tecnica
Fu inventata intorno al 1900 e costituì un'innovazione importante poiché forniva molta più luce delle lampade a petrolio o delle lucerne.
In passato ne sono state prodotte versioni adatte all'uso domestico, ed altre utilizzate come fanali per l'illuminazione dei veicoli.
La lampada utilizza come combustibile l'acetilene, un gas più leggero dell'aria (formula chimica C2H2), prodotto dalla reazione chimica generata dal contatto dell'acqua con il carburo di calcio (formula chimica CaC2).
Questo tipo di lampada ha sostituito in passato nell'uso minerario le precedenti a olio per la sua praticità di utilizzo, per la chiarezza della luce generata dalla fiamma dell'acetilene e per il basso costo del carburo di calcio, che si ottiene a partire dal carbonato di calcio, attraverso un passaggio intermedio in ossido di calcio.

## Struttura
La lampada ad acetilene è composta da due contenitori sovrapposti: in quello inferiore è contenuto il carburo di calcio, in quello superiore l'acqua. L'acqua, attraverso un foro (regolato da una vite), precipita a gocce sul carburo innescando la reazione chimica che genera l'acetilene; quest'ultimo, attraverso un condotto che nella maggioranza dei casi attraversa il contenitore dell'acqua, viene indirizzato verso un beccuccio posto sulla parte superiore della lampada, da cui fuoriesce e dove può essere incendiato con un fiammifero o un apparato piezoelettrico.
I due contenitori, quello del carburo e quello dell'acqua, sono accorpati con un attacco a baionetta o a vite. Il tutto a rassomigliare una caffettiera.
Sulla parte superiore del contenitore dell'acqua sono presenti, oltre al beccuccio di fuoriuscita dell'acetilene, anche la valvola per il carico dell'acqua e la vite di regolazione del flusso di caduta dell'acqua.

### Lampada ad acetilene per speleologia

Lampada a carburo di vecchio tipo

La lampada ad acetilene per speleologia è concettualmente analoga a quella normale, ma viene separata in due componenti: l'ugello di uscita dell'acetilene viene separato dal corpo della lampada, ed installato sul caschetto; un tubo (generalmente di gomma) lo unisce poi alla lampada. L'ugello è normalmente dotato di alcuni accessori, quali un riflettore metallico ed un impianto di accensione piezoelettrico, che rendono l'accensione della lampada autonoma da fonti esterne di fuoco.
Un diverso tipo di lampada, ormai in disuso, aveva invece semplicemente dietro al beccuccio un riflettore metallico che permetteva di avere una luce direzionale più intensa. La lampada poteva essere agganciata al cinturone o tenuta in mano. Ad oggi anche nel mondo speleologico questo tipo d'illuminazione sta progressivamente scomparendo lasciando il posto ai LED.